# Joaquim Cabirol i Pau
Joaquim Cabirol i Pau fou un empresari i polític català, diputat a Corts durant la restauració borbònica
Endemés de ser directiu de la Sociedad General de Luz de España y Portugal, era conseller del Banco de Cataluña i del Gran Hotel Continental. Políticament, durant el regnat d'Isabel II fou membre de la Unió Liberal, amb la que fou diputat de la Diputació de Barcelona per Arenys de Mar el 1860-1862, 1863-1864 i 1868-1870. També fou diputat a les Corts Espanyoles pel districte d'Olot el 1858 i pel d'Arenys de Mar el 1864. El 1871 fou nomenat governador civil de Guipúscoa.
Després de la restauració borbònica fou membre del Partit Conservador, amb el que fou escollit novament diputat per Arenys de Mar a les eleccions generals espanyoles de 1876. A les Corts defensà els interessos de l'Institut Agrícola Català de Sant Isidre, del que en fou un dels fundadors. També fou president d'honor del Cercle del Liceu (1879) i membre de la Unió Barcelonina de les Classes Productores. El 1881 fou nomenat comissari reial d'agricultura, indústria i comerç a Barcelona.